# رتب كهنوتية

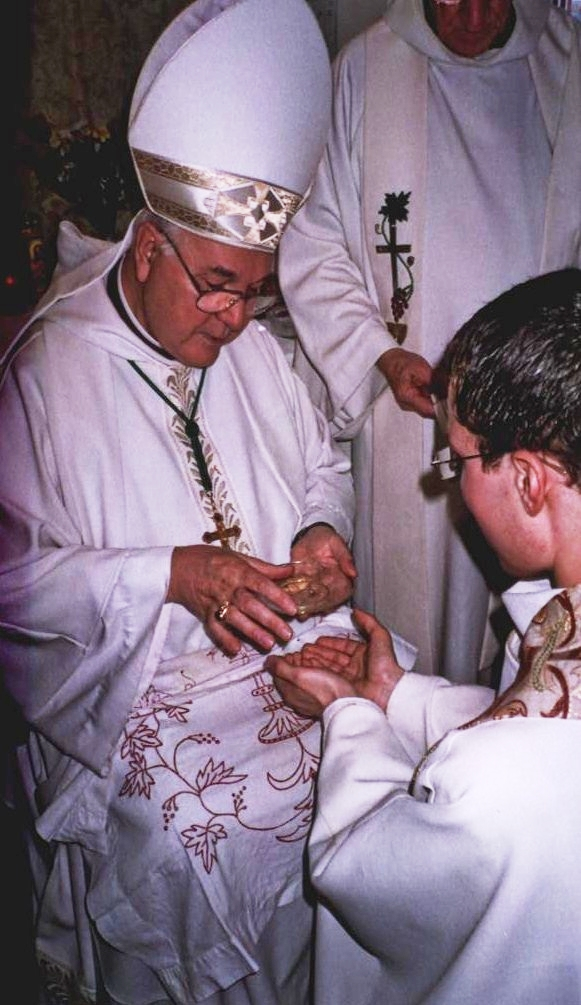

الرتب الكهنوتية في الكنائس المسيحية هي مراتب متدرجة يرسّم فيها رجال الكهنوت، مثل رتب الأسقف والقس والشماس.
تتألف الرتب الكهنوتية في الكنائس الرومانية الكاثوليكية والكاثوليكية الشرقية والأرثوذكسية الشرقية والأرثوذكسية المشرقية والأنجليكية والآشورية والكاثوليكية القديمة والكنائس الكاثوليكية المستقلة وبعض الكنائس اللوثرية من ثلاثة مراتب هي الأسقف والقس والشماس. وتعتبر كل الكنائس المذكورة آنفًا ـ عدا الكنيستين اللوثرية وبعض الكنائس الأنجليكية ـ رسامة الكاهن سرًا من الأسرار المقدسة.